# Americorophium rioplatense
Americorophium rioplatense is een vlokreeftensoort uit de familie van de Corophiidae. De wetenschappelijke naam van de soort is voor het eerst geldig gepubliceerd in 1929 door Giambiagi.